# Нік Ленд
Нік Ленд (нар. 17 січня 1962) — англійський філософ, теоретик, автор оповідань і блогер. Його називають "батьком акселераціонізму ", а його творчість пов'язана з розвитком спекулятивного реалізму. У 1990-х роках він був керівником колективу «Відділ дослідження кібернетичної культури» після того, як його засновниця, теоретик кіберфемінізму Седі Плант покинула його. Його роботи відходять від формальних конвенцій академічного письма та охоплюють широкий спектр впливів, а також досліджують неортодоксальні та «темні» філософські інтереси.